# روغن کبد کوسه
روغن کبد کوسه از کوسه‌هایی که برای هدف‌های غذایی گرفتار شده‌اند و در اقیانوس‌ های سرد و عمیق زندگی می‌کنند بدست آمده‌است. روغن کبد از کوسه‌هایی توسط ماهی گیران برای قرن‌ها به عنوان یک درمان سنتی برای سلامت عمومی استفاده شده‌است.
این روغن ظاهراً برای درمان زخم‌ها مفید است.برای درمان:   زخم‌ها – برای تحریک دستگاه تنفسی – و مجرای غذایی و برای تورم گره‌های لنفاوی.
روغن کبد کوسه از نظر آلکی گلیسرول‌ها (alkylglycerols) غنی است که به طور طبیعی در شیر مادر و در مغز استخوان یافت می‌شود.
این روغن نیز شامل pristane(آلکان ترپنوئید اشباع) –اسکوالن- ویتامین‌های AوD و اسید چرب امگا۳ –تری گلیسیریدها –استرهای گلیسرول و الکل چرب است.
هیچ کدام از این ادعاها از نظر پزشکی معتبر نیستند. روغن کبد کوسه (به تنهایی) داروی تجویز شده یا مورد استفاده شده توسط پزشکان آمریکایی نیست. با این حال جزئی از تعدادی داروی بسیار مشهور هموروئید تجاری در دسترس در ایالات متحده جایی که مشهور به داشتن ظرفیت برای عروق خونی چروکیده ملتهب است، می‌باشد.
به تازگی بر چسب این داروها به تماس به یک عنصر غیر فعال روغن کبد کوسه مخدوش شده‌است ۲۰۱۰ تصویر از تهیه برچسب شیاف H نشان می‌دهد آن شامل ۳% روغن کبد کوسه به عنوان یک عنصر فعال محافظ می‌شود.
فشارسنج‌های روغن کوسه:
به طور سنتی. برموداها بر روغن کوسه‌های منحصربه‌فرد بر پایه فشار سنج‌ها تکیه می‌کنند تا طوفان و آب و هوای طاقت فرسا را پیش بینی کنند. بطری‌های کوچک روغن در بیرون آویزان شده‌اند.
استفاده دارویی:
بیشتر مکمل‌های روغن کبد کوسه آزمایش نده‌اند تا پیدا شود در صورتی که آنها با داروها –غذاها یا سایر گیاهان و مکمل ها در تعامل هستند.
اگر چه بسیاری از مردم روغن کبد کوسه را گرفته‌اند. موضوع سمیت بالقوه در دوزهای معمولی به خوبی مورد مطالعه قرار نگرفته‌اند. برخی از مشکلات گوارشی خفیف مانند تهوع – ناراحتی معده –و اسهال گزارش شده‌است. برخی از مطالعات بر روی حیوانات نشان داده که روغن کبد کوسه و اجزای آن ممکن است سطح کلسترول خون را بالا ببرد. یک پژوهش در ژاپن (مطالعه ژاپنی) نشان داد برخی از روغن‌های کبد کوسه با پلی فنیل‌های پلی کلرینه (PCBs) و اترهای پلی برمه دی فنیل (PBDEs)آلوده شده‌است.
(PCBs) می‌تواند اثرات مضری در انسان‌ها داشته باشد و ممکن است خطر ابتلا به برخی از انواع سرطان ها را افزایش دهد. افراد مبتلا به آلرژی‌های غذاهای دریایی نیز ممکن است به روغن کبد کوسه واکن نشان دهد.